# Porella sichuanensis
Porella sichuanensis là một loài rêu trong họ Porellaceae. Loài này được S. Hatt. & G.C. Zhang mô tả khoa học đầu tiên năm 1988.